# Notiocharis dimorpha
Notiocharis dimorpha är en tvåvingeart som beskrevs av Satchell 1953. Notiocharis dimorpha ingår i släktet Notiocharis och familjen fjärilsmyggor. Inga underarter finns listade i Catalogue of Life.